# Giuseppe Pomba
Giuseppe Pomba (Torino, 4 febbraio 1795 – Torino, 3 novembre 1876) è stato un tipografo e editore italiano.

## Biografia
Proveniente da una famiglia di stampatori, proprietari anche di una libreria aperta nel 1791, iniziò a lavorare nell'azienda di famiglia.

### Pomba vedova e figli
Nel 1815 la madre, rimasta vedova, rilevò la proprietà della stamperia. Nel nuovo atto di fondazione erano elencate le proprietà della ditta: quattro torchi da impressione, un consistente patrimonio finanziario e una libreria.
Giuseppe Pomba riuscì ad ottenere tariffe postali scontate ed avviò la produzione di un'opera in diversi volumi: Collectio Latinorum Scriptorum cum notis (1818). La collana, diretta da Carlo Boucheron, si completò nel 1835, dopo 108 uscite. In questo periodo la ditta assurse al ruolo di leader nel panorama tipografico della capitale sabauda. Alla metà degli anni venti Pomba disponeva di 16 torchi e 49 dipendenti.

### Ditta Giuseppe Pomba & C.
Successivamente la produzione editoriale di Giuseppe Pomba si concentrò sulla pubblicistica per il grande pubblico: opere divulgative e periodici d'informazione.
Catalogo collane
- Biblioteca popolare. Raccolta di opere classiche italiane, non che latine e greche tradotte. I classici della tradizione letteraria italiana a prezzi popolari. Cento volumi tascabili pubblicati con cadenza settimanale al costo di 50 centesimi a volume. Pomba riuscì ad abbassare così tanto il prezzo riducendo il formato dei volumi (in 32mi, per risparmiare carta) ed alzando la tiratura (10000 copie a volume). L'iniziativa, che si reggeva su una sottoscrizione popolare[2], fu lanciata nel 1828 per la durata di quattro anni ottenendo un immediato successo. I volumi della "Biblioteca" si distinguevano per la copertina color rosa.
- Storia universale. Diretta da Cesare Cantù, fu stampata fra il 1838 e il 1846 in dispense settimanali di 40 pagine. L'opera complessiva formò 35 volumi.
- Nuova Enciclopedia Popolare. Diretta inizialmente da Gaetano Demarchi e quindi da Francesco Predari, fu lanciata nel 1841 ed ebbe una durata di dieci anni per complessivi 13 volumi.

Portafoglio periodici
- Calendario generale pe' Regi stati
- Antologia straniera (1830-1831)[3]

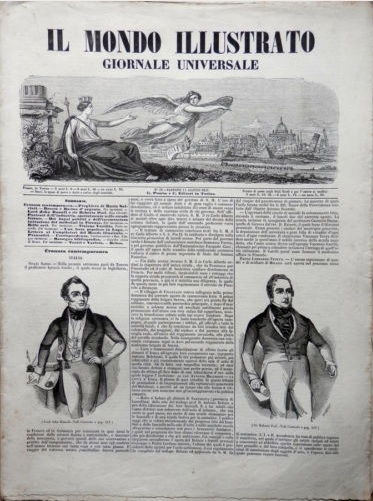
Una copertina del Mondo Illustrato del 1847.

- Il Propagatore ossia Raccolta periodica delle cose appartenenti ai progressi dell'industria e specialmente di quelle riguardanti l'agricoltura, le arti e la medicina
- Teatro universale (versione digitalizzata -  Anno terzo, 1836)
- Emporio delle cognizioni utili
- Antologia Italiana, mensile (1846-1848), diretta da Francesco Predari
- Mondo illustrato, settimanale (gennaio 1847 - gennaio 1849 e luglio 1860 - dicembre 1861), uno dei primi periodici italiani illustrati [4]. Fu diretto da Giuseppe Massari.

Nel 1830, per far fronte alle nuove esigenze di produzione, Pomba acquistò una macchina stampatrice di nuova generazione, la "Cowper's Patent Machine". Si trattava di una macchina stampatrice a cilindri, inventata dai tedeschi König e Bauer, la più avanzata sul mercato, essendo in grado di stampare migliaia di volumi al giorno. Pomba ottenne il privilegio di esclusiva: nessun altro poté importare la macchina a Torino. La tipografia divenne troppo piccola: l'editore impiantò un nuovo stabilimento in via Carlo Alberto.

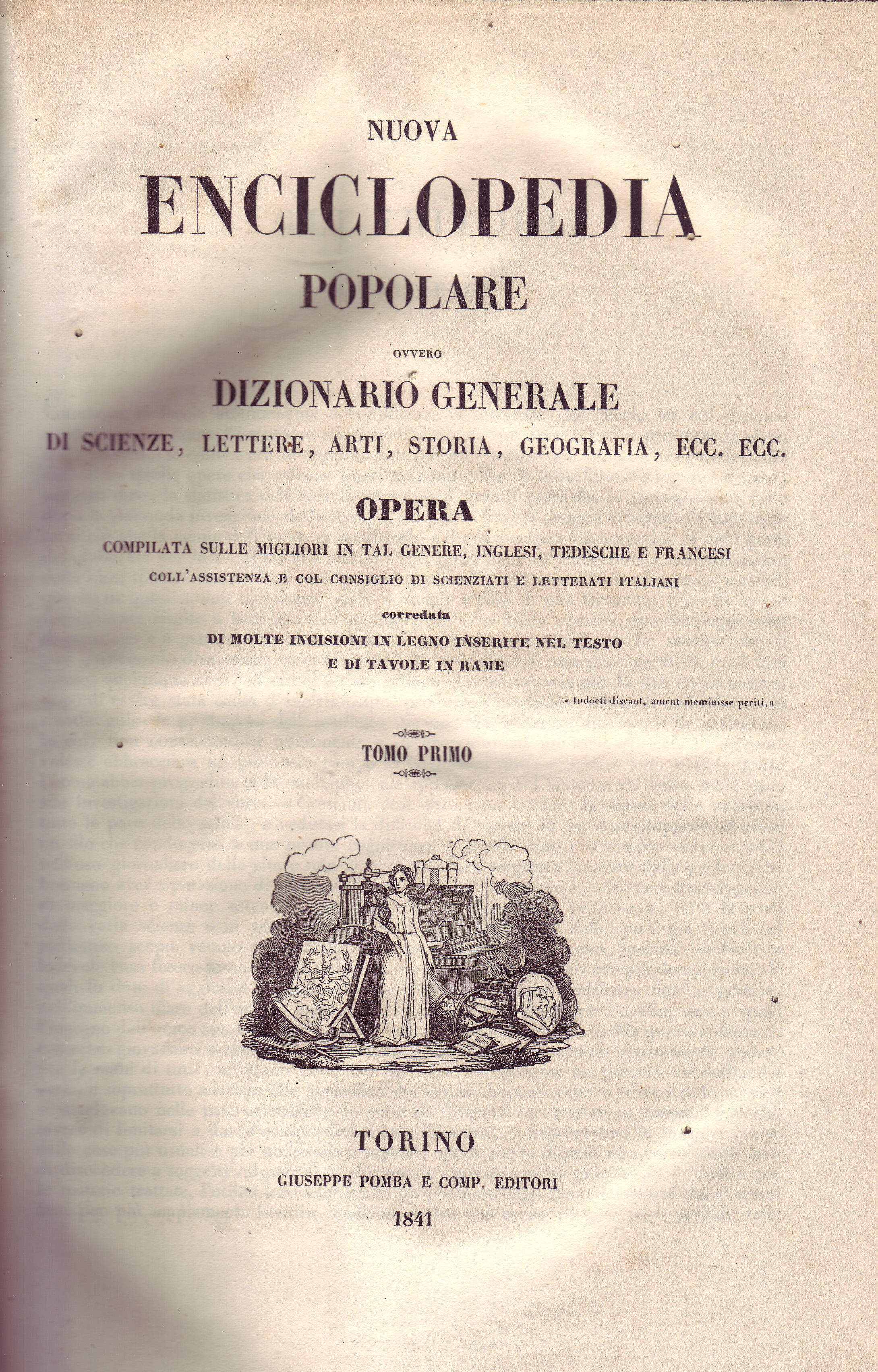
Frontespizio della Nuova Enciclopedia popolare (1841).

Nel dicembre 1836 Pomba incappò in un infortunio con la polizia di Alessandria: fu accusato di stampare e vendere pubblicazioni proibite, cioè alcuni numeri della Giovane Italia di Giuseppe Mazzini e il romanzo L'Assedio di Firenze di Francesco Domenico Guerrazzi. Rinchiuso nelle prigioni della Cittadella di Alessandria in regime di carcerazione preventiva, la polizia cercò nelle sue stamperie copie delle pubblicazioni senza trovare niente. Dopo un mese, Pomba uscì dal carcere.
Nel 1838, intuendo in netto anticipo i futuri sviluppi del mercato, cedette l'attività di libraio per concentrarsi esclusivamente su quella di editore. Nel tentativo di allargare il mercato librario, unificando i mercati dei vari stati italiani, Pomba nel 1844 lanciò la proposta di un Emporio librario di Livorno, come "porto franco" dell'editoria nazionale. La proposta comprendeva l'unificazione dei cataloghi degli editori della penisola e la pubblicazione di un registro nazionale delle pubblicazioni (nella forma di rivista periodica, La Bibliografia), in modo da garantire i produttori contro la pirateria libraria, una delle minacce maggiori dell'attività libraria.
Solamente otto editori aderirono al progetto, che dovette essere abbandonato in breve tempo..
Nel 1847 Pomba investì di nuovo in macchinari: per primo acquistò una motrice a vapore. Anch'essa, come la precedente Cowper, fu la prima che si vide a Torino. Impostò sulle sue riviste una concezione dell'informazione di tipo più popolare e commerciale.
Nel 1849 lasciò l'azienda in mano al figlio Cesare, che la condusse insieme al cugino Luigi. L'azienda fu così rinominata Ditta Cugini Pomba & C.

### UTET
Nel 1854 Giuseppe Pomba rientrò nella ditta e promosse la costituzione di una società. Fino ad allora i Pomba avevano finanziato personalmente tutta la propria attività. Si unirono dunque con la Stamperia sociale degli artisti tipografi e con la Tipografia del progresso, e fondarono l'Unione tipografico-editrice torinese (UTET). Il capitale sociale iniziale fu di 750 000 lire.

## Incarichi
Nel 1869 Giuseppe Pomba fu nominato presidente della neonata "Associazione libraria italiana".

## Intitolazioni
Una via di Torino a lui dedicata ne perpetua la memoria.

## Saggi
- Dell'arte tipografica e dei suoi progressi in Piemonte (1836), con Angelo Brofferio.